# Unidad Popular (Argentina)
El Instrumento Electoral por la Unidad Popular o Unidad Popular es un partido político de argentina, fundado a mediados de 2010 que obtuvo su personería definitiva en el año 2013. 
Es continuador del partido Buenos Aires para Todos, que fue el fundador de la Alianza Proyecto Sur, de la Ciudad Autónoma de Buenos Aires del partido y del Instrumento Electoral por la Unidad Popular de la Provincia de Buenos Aires. 
El partido se fundó con el objetivo de impulsar un Movimiento Político y Social,  para garantizar la posibilidad de gobernar a la Nación Argentina. Sus principales dirigentes vienen de diferentes experiencias sindicales y políticas, se plasma la necesidad de resolver las tremendas desigualdades existentes, impulsar una justa distribución del ingreso y la defensa irrestricta de los Derechos Humanos y la búsqueda de Verdad y Justicia. Unidad Popular integró coaliciones progresistas desde su fundación, como Proyecto Sur, el Frente Amplió Progresista (FAP), el Frente Popular y en la actualidad integra el Frente de Todos.

## Historia
Su historia comienza en el año 2010 cuando se constituye el partido Instrumento Electoral por la Unidad Popular en la Provincia de Buenos Aires, que acuerda fusionarse con el partido Buenos Aires para Todos (fundado en el año 2006) y constituir un partido Nacional. Se integran entonces a la alianza Frente Amplio Progresista  que llevó a Hermes Binner como candidato presidencial en 2011. Las elecciones nacionales de ese año dieron al FAP el segundo lugar en el país, y a Víctor De Gennaro el ingreso como diputado nacional por Buenos Aires. Luego de su asunción en el Congreso de la Nación Argentina, De Gennaro junto a Claudio Lozano, Graciela Iturraspe, Liliana Parada y Antonio Riestra conforman el Bloque Unidad Popular, que a su vez integraba el interbloque del Frente Amplio Progresista. Dicho acuerdo duró hasta el año 2013, cuando algunos partidos del FAP impulsaron el ingreso de la UCR al frente, situación que Unidad Popular no aceptó y dio por disuelto el Frente Amplio Progresista.
Tras esta ruptura, el partido presidido por De Gennaro conforma el Frente Popular, en alianza con el Partido del Trabajo y el Pueblo (PTP) y con el Movimiento Socialista de los Trabajadores (MST),, frente que en Buenos Aires postuló a la docente Marta Maffei para diputada nacional.
En el año 2013 obtiene la personería definitiva con la integración de cinco partidos de los distritos, Buenos Aires, Capital Federal, Salta, Jujuy, Corrientes, Neuquén, Catamarca y Tierra del Fuego. Su primer presidente fue Víctor de Gennaro.
Ya en 2014, con sus aliados del PTP, y con nuevos partidos como Emancipación Sur y Camino de los Libres, Víctor de Gennaro formaliza su candidatura a presidente de la Nación para las  Elecciones 2015, en el llamado Frente Popular.
Para las Elecciones Presidenciales 2019 el Partido se uniría al Frente de Todos con el Eslogan "Argentina Libre de Hambre", Víctor De Gennaro competiría en las primarias, abiertas, simultáneas y obligatorias (PASO) del 1 de agosto en Lanús contra los otros 3 candidatos del Frente de Todos quedando en Tercer Lugar, no clasificando para las Elecciones Generales. Mientras que Claudio Lozano su actual presidente, fue nombrado en la Dirección del Banco de la Nación Argentina, cargo del que se retiraría en el año 2022 con diferencias sobre la línea económica que llevaba el gobierno.
Víctor De Gennaro fue electo concejal por Lanús en las elecciones del 2021 y es precandidato a Intendente de dicho municipio para las elecciones PASO del 2023.
Actualmente el Partido Nacional “Instrumento Electoral por la Unidad Popular” tiene personerías distritales en las provincias de Buenos Aires, Santa Fe, Mendoza, Santiago del Estero, Misiones, Corrientes, Jujuy, Salta, Neuquén, Tierra del Fuego y Ciudad Autónoma de Buenos Aires. Tiene personería provincial en Río Negro Y se encuentra pronto a tener más personerías distritales en Formosa, San Juan, La Rioja y Santa Cruz. Se convierte así, a los diez años de su fundación, en uno de los partidos políticos de la Argentina con más personerías reconocidas. 

## Diputados de la UP
- Eduardo Macaluse - 2007/2011
- Giturraspe, Nora Graciela[12] - 2009/2013
- Claudio Lozano - 2011/2015
- Víctor De Gennaro - 2011-2015
- Antonio Riestra - 2011/2015

## Documentos Oficiales
- Acta Constitutiva
- Bases de Acción Política
- Declaración de Principios
- Consejo Ejecutivo Nacional

## Resumen elecctoral

### Elecciones presidenciales
|  | 9,72 % |

|  | 16,81 % |

|  | 0,47 % |

|  | 47,79 % |

|  | 48,24 % |

### Elecciones al congreso
|  | 13,50 % |

|  | 0,47 % |